# Distrito de Lörrach
El Distrito de Lörrach es un distrito rural (Landkreis) situado al suroeste del estado federado de Baden-Wurtemberg. Los distritos vecinos (empezando por el norte y en el sentido de las agujas del reloj) son al norte el Distrito de Brisgovia-Alta Selva Negra y al este el Distrito de Waldshut. Al sur limita con Suiza y al oeste con Francia. La capital del distrito es la ciudad de Lörrach.

## Geografía
El noreste del distrito pertenece a la Selva Negra, donde se encuentra la elevación más alta del estado federado de Baden-Wurtemberg, el Feldberg con 1.493 m. Al oeste se hallan las viñas del Markgräflerland, al sur el Dinkelberg, una elevación de 535 m. Entre el Jura Suizo y el Dinkelberg se extiende hacia el oeste el valle del Alto Rin, y después de Basilea se ensancha hacia el norte a la llanura del Rin Superior.

## Demografía
El número de habitantes ha sido tomado del censo de población (¹) o datos de la oficina de estadística de Baden-Wurtemberg.
| Año                     | Núm. habitantes |
| ----------------------- | --------------- |
| 31 de diciembre de 1973 | 196.278         |
| 31 de diciembre de 1975 | 193.655         |
| 31 de diciembre de 1980 | 190.832         |
| 31 de diciembre de 1985 | 190.822         |
| 27 de mayo de 1987 ¹    | 191.004         |

| Año                     | Núm. habitantes |
| ----------------------- | --------------- |
| 31 de diciembre de 1990 | 201.880         |
| 31 de diciembre de 1995 | 212.122         |
| 31 de diciembre de 2000 | 217.175         |
| 31 de diciembre de 2005 | 221.357         |
| 30 de junio de 2006     | 221.572         |

## Ciudades y municipios
(Habitantes a 31 de diciembre de 2011)
| Ciudades 1. Kandern (8.137) 2. Lörrach (48.626) 3. Rheinfelden (Baden) (32.453) 4. Schönau en la Selva Negra (2.395) 5. Schopfheim (18.991) 6. Todtnau (4.843) 7. Weil am Rhein (29.461) 8. Zell en el Valle del Wiese (5.892) Distritos administrativos Los "Distritos Administrativos" son dos (o más) municipios que unen sus administraciones (en España, algo así como "Mancomunidades"). 1. Kandern 2. Lörrach 3. Rheinfelden (Baden) 4. Schliengen 5. Schönau im Schwarzwald 6. Schopfheim 7. Vorderes Kandertal 8. Zell im Wiesental | Municipios 1. Aitern (553) 2. Bad Bellingen (4.004) 3. Binzen (2.902) 4. Böllen (91) 5. Efringen-Kirchen (8.228) 6. Eimeldingen (2.439) 7. Fischingen (691) 8. Fröhnd (479) 9. Grenzach-Wyhlen (14.122) 10. Häg-Ehrsberg (865) 11. Hasel (1.136) 12. Hausen en el Valle del Wiese (2.325) 13. Inzlingen (2.462) 14. Kleines Wiesental (2.891) 15. Malsburg-Marzell (1.433) 16. Maulburg (4.013) 17. Rümmingen (1.664) 18. Schallbach (719) 19. Schliengen (5.320) 20. Schönenberg (333) 21. Schwörstadt (2.411) 22. Steinen (10.186) 23. Tunau (188) 24. Utzenfeld (611) 25. Wembach (333) 26. Wieden (566) 27. Wittlingen (973) |

## Escudo de armas
Historia:
El león simboliza a los Señores de Rötteln, los cuales tuvieron su castillo más importante en el valle del Wiese. La faja roja entre campos de gules procede del escudo de Baden y la onda blanca es el río Wiese que atraviesa el distrito.

## Literatura
- Das Land Baden-Württemberg – Amtliche Beschreibung nach Kreisen und Gemeinden (in acht Bänden); Hrsg. von der Landesarchivdirektion Baden-Württemberg; Band VI: Regierungsbezirk Freiburg; Stuttgart, 1982, ISBN 3-17-007174-2